# Platypalpus chrysonotus
Platypalpus chrysonotus är en tvåvingeart som först beskrevs av Gabriel Strobl 1899.  Platypalpus chrysonotus ingår i släktet Platypalpus och familjen puckeldansflugor. Inga underarter finns listade i Catalogue of Life.